# Placentia (Canada)

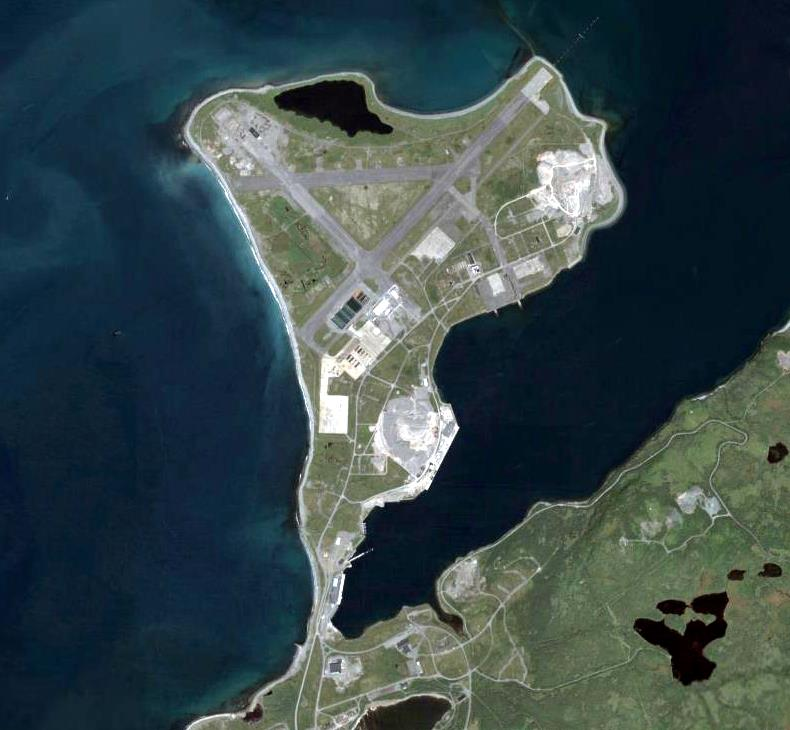
Aeroporto militare di Argentia

Placentia (in francese Plaisance), è una piccola città canadese costituita dall'unione dei villaggi di Jerseyside, Townside, Freshwater, Dunville e Argentia.

## Geografia fisica
È posta nella baia omonima, nella penisola sud-occidentale della penisola di Avalon, nell'isola di Terranova, provincia di Terranova e Labrador.

## Storia
Fondata da pescatori baschi all'inizio del XVI secolo, venne popolata in seguito da pescatori francesi. Il nome deriva dalla città spagnola di Plasencia. Nel 1655 la Francia, che controllava più della metà di Terranova, fece di Placentia la capitale delle colonie francesi di Terranova. La vicinanza delle colonie inglesi nella penisola di Avalon portò spesso a veri e propri atti di guerra che vennero risolti col trattato di Utrecht (11 aprile 1713) in base al quale Terranova venne assegnata alla Gran Bretagna, ma alla Francia venne assegnato il monopolio della pesca. Nel 1870 divenne sede di una prefettura apostolica, che fu soppressa nel 1891. 
Nel 1904, in seguito al trattato anglo-francese noto come Entente cordiale, i privilegi della Francia cessarono e nel 1917 Terranova divenne un "dominion" britannico. Nel settembre 1940 gli Stati Uniti d'America ottennero dal Regno Unito la concessione di numerose basi aeree e navali, fra cui una base nella località Argentia di Placentia, per un periodo di novantanove anni rinnovabili. È iniziato da allora per Placentia uno sviluppo economico tumultuoso, molto rallentato tuttavia negli ultimi anni.